# Domonic Bedggood
Domonic Bedggood (Gold Coast, Queensland, Ausztrália, 1994. szeptember 18. –) világbajnoki bronzérmes ausztrál műugró.

## Élete
Sportpályafutását tornászként kezdte Brisbane-ben, de miután egy rosszul sikerült nyújtógyakorlat után hátsérülést szenvedett áttért a műugrásra, ekkor 16 esztendős volt.
A 2014-es nemzetközösségi játékokon a férfi 10 méteres szinkronugrás egyfordulós versenyében – Matthew Mitchammel párban – aranyérmesként végzett – mindössze 0,18 pont különbséggel – az angol Tom Daley, James Denny összeállítású páros előtt.
A 2015-ös kazanyi úszó-világbajnokságon három számban mérettette meg magát, s ahol a – vb-k műsorában első ízben szereplő, 15 csapatot felvonultató – vegyes párosok szinkrontoronyugrásának küzdelmében, Melissa Wu-val bronzérmet szerzett. Ugyanitt a toronyugrók között a 8., míg szinkron toronyban James Connorral a 12. helyen végzett.
A 2016-os riói kvalifikációs világkupán toronyban a 8. helyet sikerült megszereznie, míg szinkron toronyban – James Connorral – a 9. helyen zárt. Az olimpián, a férfiak egyéni toronyugrásának mezőnyében végül a 12. lett.
2022-ben, a budapesti úszó-világbajnokság férfi 10 méteres szinkronugrásának fináléjában, partnerével, Cassiel Rousseau-val a 7. helyén végeztek, míg Melissa Wúval párban 9. lett a vegyes szinkrontoronyban.

## Eredményei
| Sportesemény                             | Versenyszámok | Versenyszámok | Versenyszámok | Versenyszámok | Versenyszámok |
| Sportesemény                             | 1 m           | 3 m           | 3 m szinkron  | 10 m torony   | 10 m szinkron |
| ---------------------------------------- | ------------- | ------------- | ------------- | ------------- | ------------- |
| 2014-es Gran Prix, San Juan              | –             | –             | –             | 9.            | –             |
| 2014-es nemzetközösségi játékok, Glasgow | –             | 16.           | –             | 7.            |               |
| 2014-es Gran Prix, Szingapúr             | –             | –             | –             | 4.            | –             |
| 2014-es Gran Prix, Kuala Lumpur          | –             | –             | –             | 7.            | –             |
| 2015-ös Grand Prix, León                 | –             | –             | –             |               | –             |
| 2015-ös Grand Prix, Gatineau             | –             | –             | –             | 7.            | 4.            |
| 2015-ös Grand Prix, Madrid               | –             | –             | –             |               | –             |
| 2015-ös úszó-világbajnokság, Kazany      | –             | –             | –             | 8.            | 12.           |
| 2015-ös Grand Prix, Gold Coast           | –             | –             | –             | –             |               |
| 2016-os műugró-világkupa, Rio de Janeiro | –             | –             | –             | 8.            | 9.            |
| 2016-os nyári olimpia, Rio de Janeiro    | –             | –             | –             | 12.           | –             |

Csapatversenyeken
| Sportesemény                        | Partnere   | Eredmény | Megjegyzés                      |
| ----------------------------------- | ---------- | -------- | ------------------------------- |
| 2015-ös úszó-világbajnokság, Kazany | Melissa Wu |          | vegyes 10 méteres szinkronugrás |